# Forrest Airport
Forrest Airport är en flygplats i Australien. Den ligger i kommunen Kalgoorlie/Boulder och delstaten Western Australia, omkring 1 200 kilometer öster om delstatshuvudstaden Perth.
Trakten runt Forrest Airport är nära nog obefolkad, med mindre än två invånare per kvadratkilometer..
Omgivningarna runt Forrest Airport är i huvudsak ett öppet busklandskap. Genomsnittlig årsnederbörd är 244 millimeter. Den regnigaste månaden är januari, med i genomsnitt 53 mm nederbörd, och den torraste är augusti, med 2 mm nederbörd.